# الدوري الأدرياتيكي 2015–16
الدوري الأدرياتيكي 2015–16 هو موسم من الدوري الأدرياتيكي. أقيم خلال الفترة 1 أكتوبر 2015 وحتى 2 مايو 2016، وشارك فيه  14 فريقاً، وفاز فيه نادي ريد ستار لكرة السلة.